# Киракосян, Оганес Гарникович
Оганес (Овик) Гарникович Киракосян (26 января 1956) — советский и армянский футболист, защитник, полузащитник.
Начинал играть в командах второй лиги «Лори» Кировакан (1974) и «Ширак» Ленинакан (1977—1979). В 1981—1988 годах в составе ереванского «Арарата» в высшей лиге сыграл 207 матчей, забил 8 голов. Играл в низших лигах за «Спартак» Октембрян (1989), «Капан» (1990), «Импульс» Дилижан (1991). В чемпионате Армении выступал за «Импульс» (1992) и «Котайк» Абовян (1993).